# Mike Bickle
Mike Bickle är en amerikansk evangelikal predikant. Han är mest känd som ledare för International House of Prayer, även känt som IHOP eller IHOP-KC.
Efter att ha varit pastor i olika församlingar i S:t Louis, flyttade Bickle till Kansas City, Kansas för att 1982 grunda Kansas City Fellowship, numera känt som Metro Christian Fellowship. Församlingen gick med i Vineyard-rörelsen 1990, men lämnade sedan rörelsen 1996. Församlingen var under den perioden hem för de så kallade Kansasprofeterna.
Bickle lämnade församlingen 1999 för att starta International House of Prayer. Metro Christian Fellowship hade då hela 3 000 medlemmar.